# Adam Heinrich Dresig
Adam Heinrich Dresig (auch: Adamus Henricus Dresigius) (* 10. Juni 1701 in Hillmersdorf; † 1761) war ein deutscher Pädagoge, Altphilologe und Rektor in Lübben.

## Leben
Dresig wurde 1701 in Hillmersdorf im Amt Schlieben in der Niederlausitz geboren. Ab 1717 besuchte er das Lyceum zu Luckau und ab 1720 die Universität zu Wittenberg. Neben dem Studium half er seinem Lehrer Christoph Heinrich von Berger bei der Herausgabe dessen Buches Commentatio De Personis Vulgo Larvis Seu Mascheris (1723). Ebenso unterstützte er Friedrich Strunz bei dessen Arbeiten. 1728 verließ er die Universität als Magister der Philosophie und war an verschiedenen Orten als Hauslehrer tätig.
Am 4. November 1737 wurde er am Lyceum zu Luckau angestellt, zu dessen Konrektor er am 20. Juni 1742 berufen wurde. Am 2. August 1747 wurde er zum Rektor in Lübben berufen.
Gemeinsam mit seinem Cousin Siegmund Friedrich Dresig schrieb er 1738 den Artikel: Sigism. Frider. Dresigii Epistola animadversiones in Fabri Thesaurum complectens: qua viro clarissimo atque amplissimo domino Adamo Henrico Dresigio.
Belegt ist eine Korrespondenz mit Leonhard Euler im Jahr 1750. Es ist allerdings nicht bekannt, ob und was Euler geantwortet hat.